# Karangbawang (Ajibarang)
Karangbawang is een bestuurslaag in het regentschap Banyumas van de provincie Midden-Java, Indonesië. Karangbawang telt 5906 inwoners (volkstelling 2010).